# Acherongia minima
Acherongia minima är en urinsektsart som beskrevs av Zaher Massoud och ?E. Thibaud 1985. Acherongia minima ingår i släktet Acherongia och familjen Hypogastruridae. Inga underarter finns listade i Catalogue of Life.